# Болевац
Болевац (на сръбски: Бољевац или Boljevac, на местния торлашки диалект: Болевъц), в българската историография Болевец, е град в Тимошко, Източна Сърбия. Градът е административен център на едноименната община в Зайчарския окръг. Според преброяването през 2002 година Болевац има население от 3784 жители, а общината – 15 849 души.

## Побратими градове
- Кавадарци, Северна Македония